# Hôtel de Bonnefoy
 (octobre 2016).
Si vous disposez d'ouvrages ou d'articles de référence ou si vous connaissez des sites web de qualité traitant du thème abordé ici, merci de compléter l'article en donnant les références utiles à sa vérifiabilité et en les liant à la section « Notes et références ».
L’hôtel de Bonnefoy est un hôtel particulier situé au no 19 rue Croix-Baragnon, dans le centre-ville de Toulouse. Il est construit dans le style de la première Renaissance toulousaine, dans le premier quart du XVIe siècle, vers 1513. Il conserve cependant des éléments plus anciens, avec des traces de fenêtres gothiques du XIVe siècle, comparables à celles de la Maison romano-gothique voisine. 
La tour capitulaire de l'hôtel a été inscrite aux monuments historiques en 1950.

## Histoire

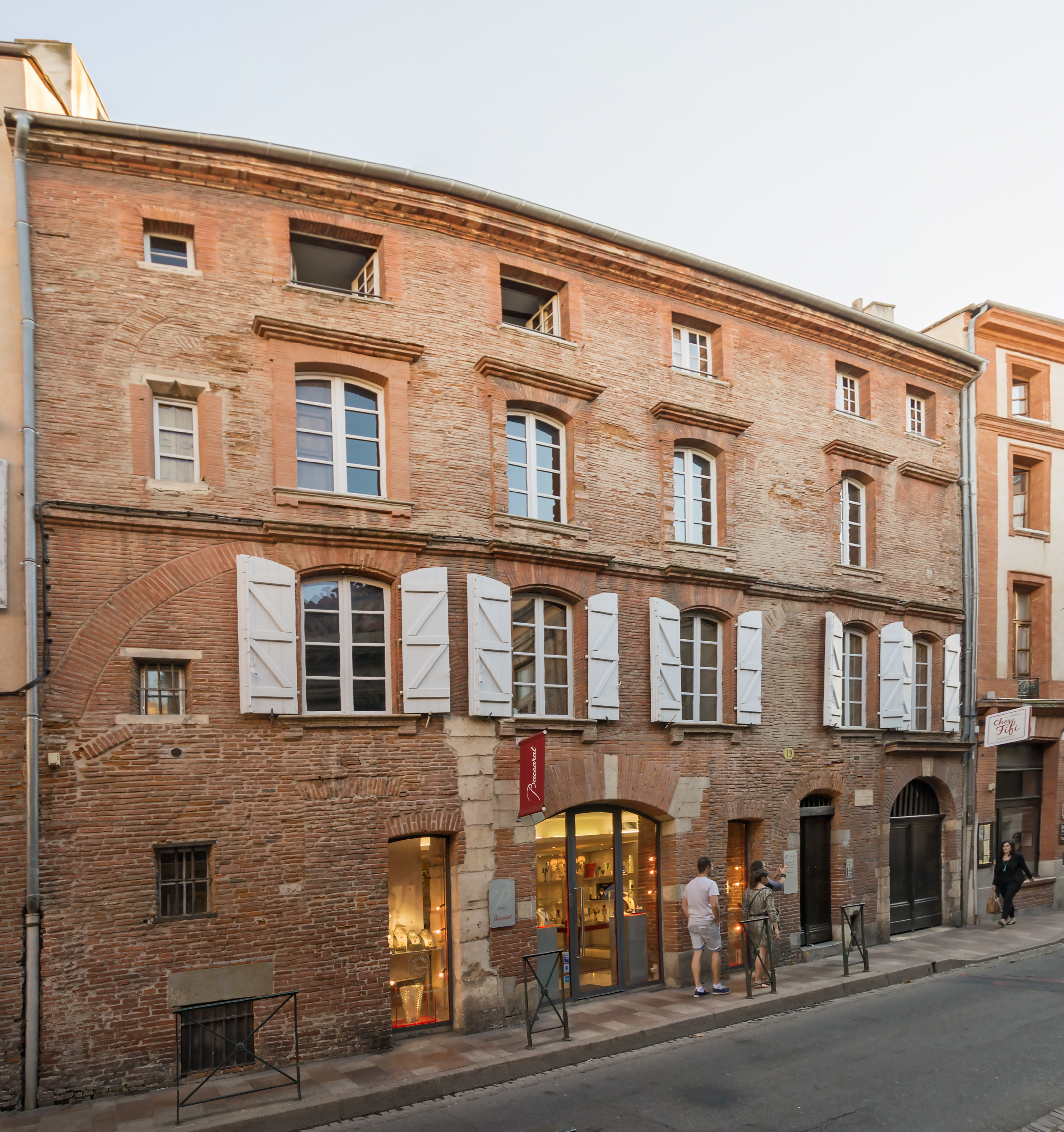
Façade sur la rue Croix Baragnon.

Au Moyen Âge, l'espace de l'actuel hôtel de Bonnefoy est occupé par une maison qui a sa façade principale et son entrée sur la rue Tolosane (actuel no 9). Elle appartient en 1477 au changeur Bertrand de La Jugie. Ce dernier, propriétaire de plusieurs demeures à Toulouse, est issu d'une riche famille locale, et un de ses ancêtres, Pierre de La Jugie, avait été capitoul en 1314. 
L'immeuble entre par constitution de dot de la fille de Pierre de La Jugie, Cécile, dans le patrimoine de Bérenguier Bonnefoy (ou Bonnafède), capitoul en 1513-1514. Il fait construire, en 1513, sur la base de l’immeuble ancien, son propre hôtel particulier et la tour, privilège des capitouls à Toulouse. Par la suite, l’hôtel passe en 1548 à Jean de Bonnefoy, conseiller à la cour Présidiale, notaire et secrétaire du roi. Il était fils de Jean de Bonnefoy, seigneur de Montauriol, et d'Anne de Bernuy. En 1575, l'hôtel passe au frère de Jean de Bonnefoy, Jacques de Bonnefoy, co-seigneur de Montesquieu et capitoul en 1547-1548. En 1586, c'est Jean de Bonnefoy, issu du second mariage de Jean de Bonnefoy avec Marie de Sabatery, écuyer et seigneur de Villiers, qui en hérite. 
En 1614, la veuve de Jean de Bonnefoy, Martres de Potier-Laterasse, et son fils, Jean, vendent l'hôtel à Simon de Labat, capitoul en 1611-1612. En 1622, après la mort de sa femme, Marie de Lesthing, il se retire et rejoint les dominicains. En 1634 c'est donc son fils Jean-Louis de Labat, avocat et capitoul en 1651-1652, puis en 1652-1653, qui en hérite. En 1652, il vend à Jean de La Clavière le corps de bâtiment en façade sur la rue Tolosane (actuel no 9), qui en reste alors définitivement séparé. Deux ans plus tard, il vend le corps de bâtiment de la rue Croix-Baragnon au marchand Pierre Martin Coulet. 
En 1678, l'hôtel devient la propriété d'Henri Lacaze, seigneur de Montbel et co-seigneur de Colomiers, capitoul en 1679-1680. Le bien reste dans la famille Lacaze, puisqu'il est transmis en 1729, à Jean-Jacques Lacaze de Rochebrun, seigneur de Sapens, avocat au Parlement et capitoul en 1729-1730. Celui-ci fait ajouter son blason sur le tympan de la première fenêtre de la tour, et placer sa devise, « Uni suspiro », sur la porte du corridor.
En 1957, l'hôtel est acheté par Roger Amalric, avocat à Montauban et bâtonnier, qui entreprend dans les années suivantes la restauration de l’édifice. Celle-ci est récompensée en 1975 par la médaille des Toulousains de Toulouse. L'hôtel est resté dans cette même famille.

## Description

### Façade sur rue
L'hôtel se compose d'un bâtiment à plusieurs corps, organisés autour d'une cour centrale. L'élévation sur la rue Croix-Baragnon, divisée en cinq travées irrégulières, témoigne de plusieurs périodes de construction : si les vestiges les plus anciens datent du XIVe siècle, la façade a été largement remaniée au début du XVIe siècle, avant que les baies soient en partie reprises dans la première moitié du XVIIIe siècle. L'élévation est surmontée d'une corniche moulurée. 
Au rez-de-chaussée, la porte cochère en plein cintre est située à droite de la façade. La clef de l'arc, en pierre de taille, porte une inscription latine : Fixa polo requies 1729. Une corniche surmonte l'ensemble. À sa gauche, la porte piétonne, aménagée à la même époque, est inscrite dans une ancienne arcade du XVIe siècle. Au centre, une arcade de boutique segmentaire est encadrée de deux portes rectangulaires. À gauche de la façade, une fenêtre a été bouchée, tandis qu'une autre est fermée par une croix en fer forgé. 
Au 1er étage, les cinq fenêtres sont segmentaires et couronnées d'une corniche. Elles témoignent d'une campagne de travaux dans la 2e moitié du XVIIe siècle. Des arcs de décharge plus anciens, probablement du XVIe siècle, sont visibles au-dessus de la fenêtre de la première travée à gauche et de la 4e travée à droite. Une corniche moulurée sépare le 1er et le 2e étage. À ce niveau, les fenêtres sont semblables à celles du 1er étage. Cependant, des traces de baies médiévales, du temps où cet étage était le 1er niveau, sont encore visibles sous des arcs de décharges. Ces baies géminées aux arcs brisés outrepassés ont une forme très proche de celle de la Maison romano-gothique. À gauche, les baies géminées ont été également bouchées et remplacées par une petite fenêtre de style gothique, surmontée d'une accolade. Le dernier étage, de moindre hauteur, est percé de simples fenêtres rectangulaires. 

### Cour intérieure
On accède à la cour par la porte piétonne qui donne accès à un corridor. La clef de la porte de la cour a été gravée en 1730 de l'inscription latine : Uni suspiro 1730 (« Je n’ai qu’un seul désir »).
Dans la cour, la tour d'escalier a été élevée vers 1513 pour le capitoul Bérenguier Bonnefoy. Son décor correspond à la période de transition entre le gothique et la Renaissance : bustes, putti, accolades, crossettes, bouquets et feuillages forment une décoration complexe. Elle contient un escalier à vis de 67 marches, surmonté d'une voûte terminale réalisée par son dernier propriétaire, qui soutient un toit polygonal. 
Les fenêtres, à encadrement de pierre mouluré, sont percées dans la face centrale de la tour. Elles sont surmontées d'arcs en accolade richement ornés, qui enferment un tympan sculpté. Le  quatrième et le plus élevé des tympans porte un buste d'homme, peut-être le Père éternel tenant un globe terrestre d'une main et bénissant de l'autre. Les modillons sont ornés d'animaux de style gothique, tandis que les crochets en choux frisés de l’accolade ont été remplacés par des enfants nus, dans le goût de la Renaissance. Le troisième tympan est sculpté du monogramme IHS, en caractères romains, dans une hostie rayonnante, et de la salutation angélique Ave Maria, en caractères gothiques. Le deuxième tympan montre un lion qui supporte un blason qui représente peut-être le mouton des armes de Bonnefoy : « d'azur au mouton passant d'argent sur une terrasse de sinople, au chef cousu d'or chargé de trois croisettes de gueules ». Le tympan de la première fenêtre a été martelé, sans doute à la Révolution. Il portait peut-être le blason de Jean-Jacques Lacaze de Rochebrun, capitoul en 1729. Sur cette fenêtre, les modillons représentent des bustes de femme, semblables à ceux de la première Renaissance française. 
Les façades de la cour sont relativement sobres, quoique les façades sud, est et ouest soient rythmées par de hautes fenêtres.

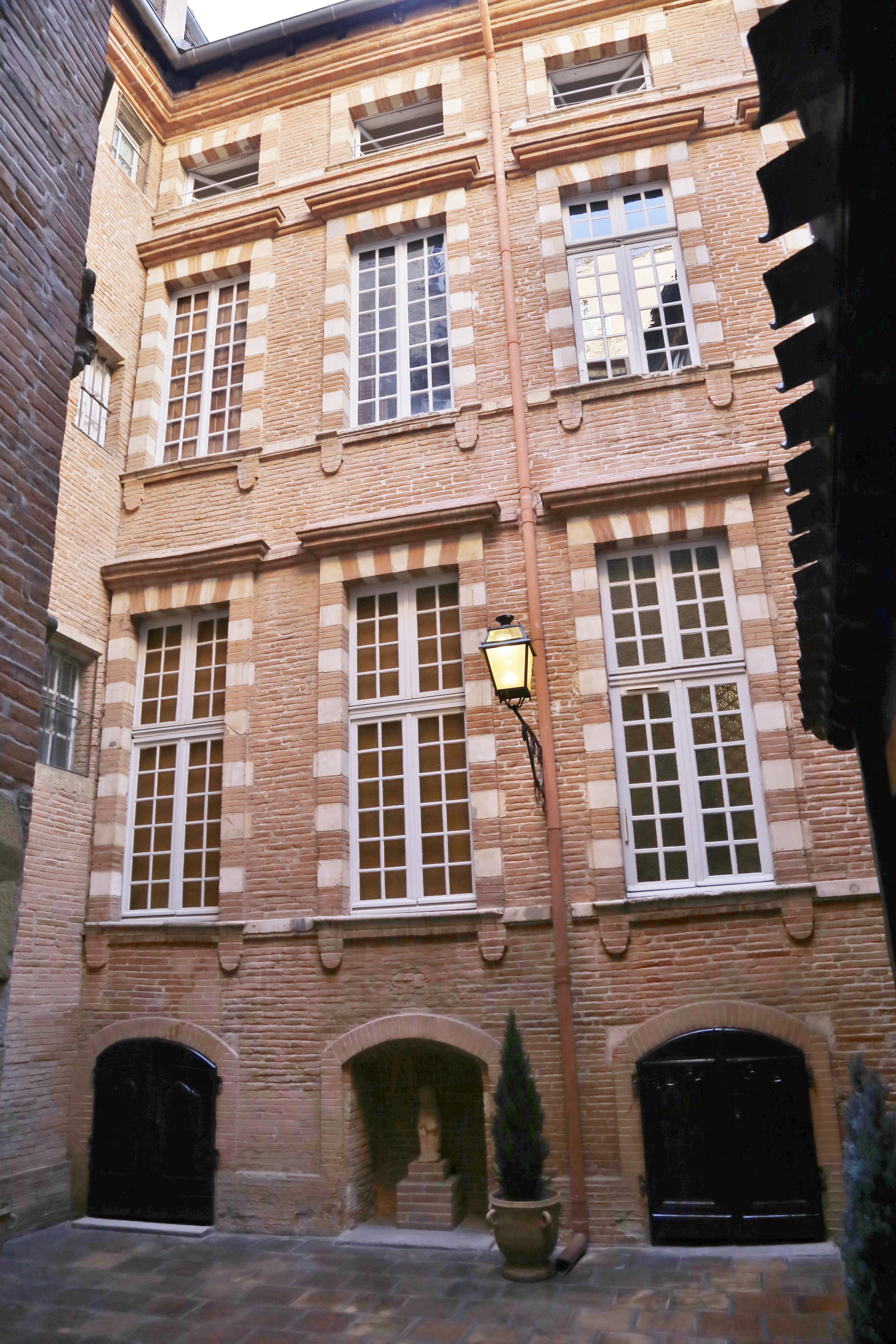
Façade sur cour.
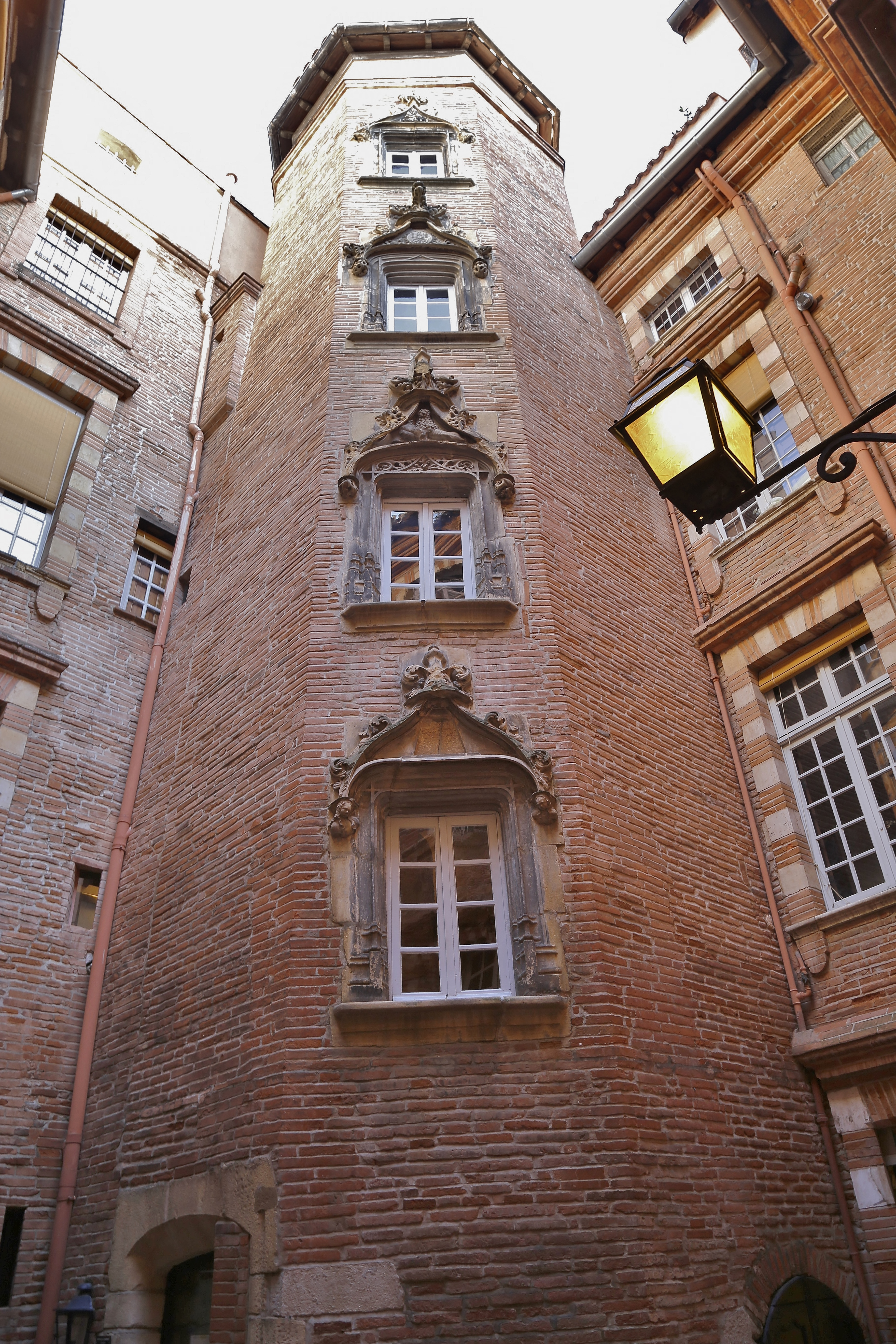
Tour d'escalier (1513-1514).
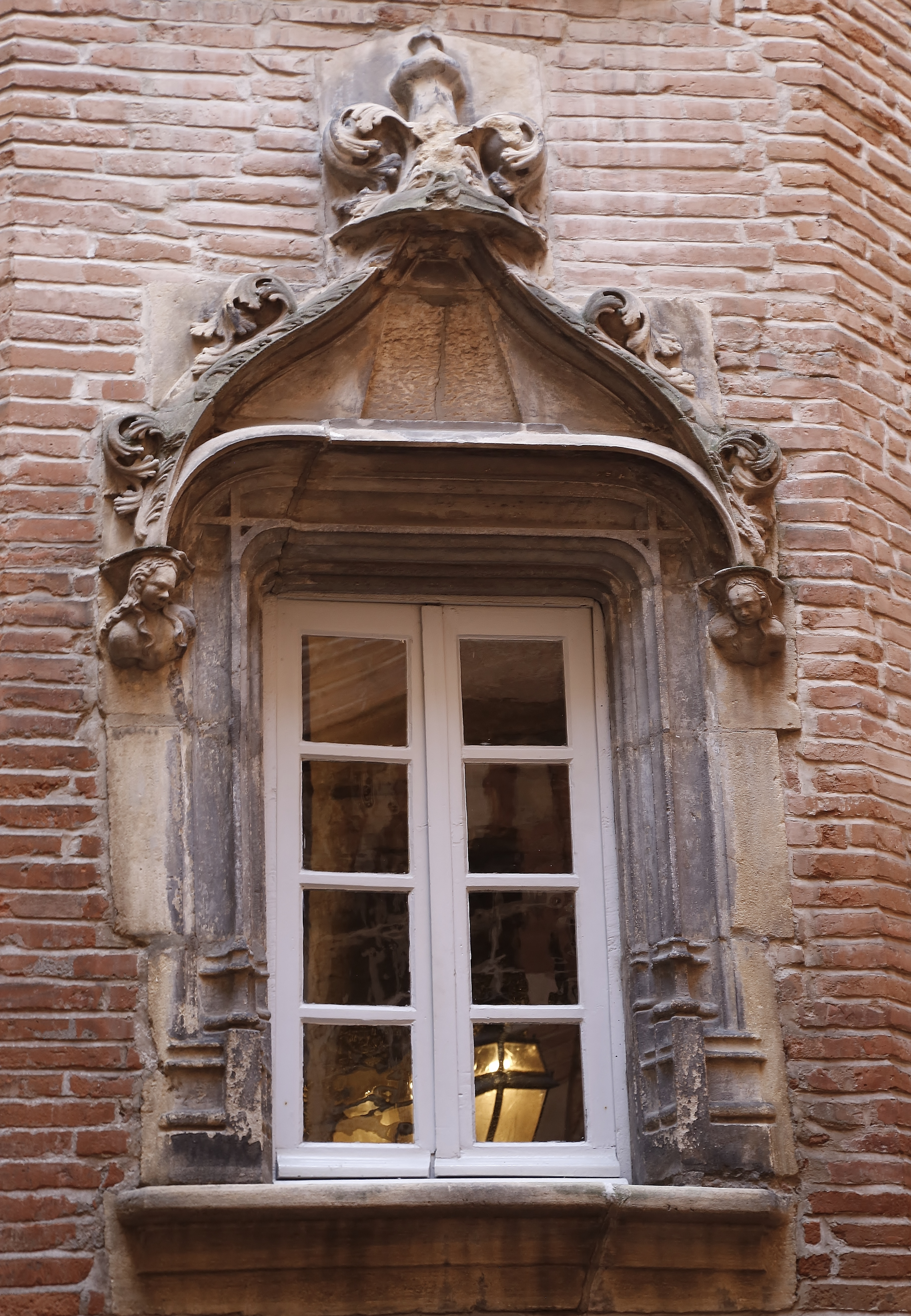
Première fenêtre de la tour.
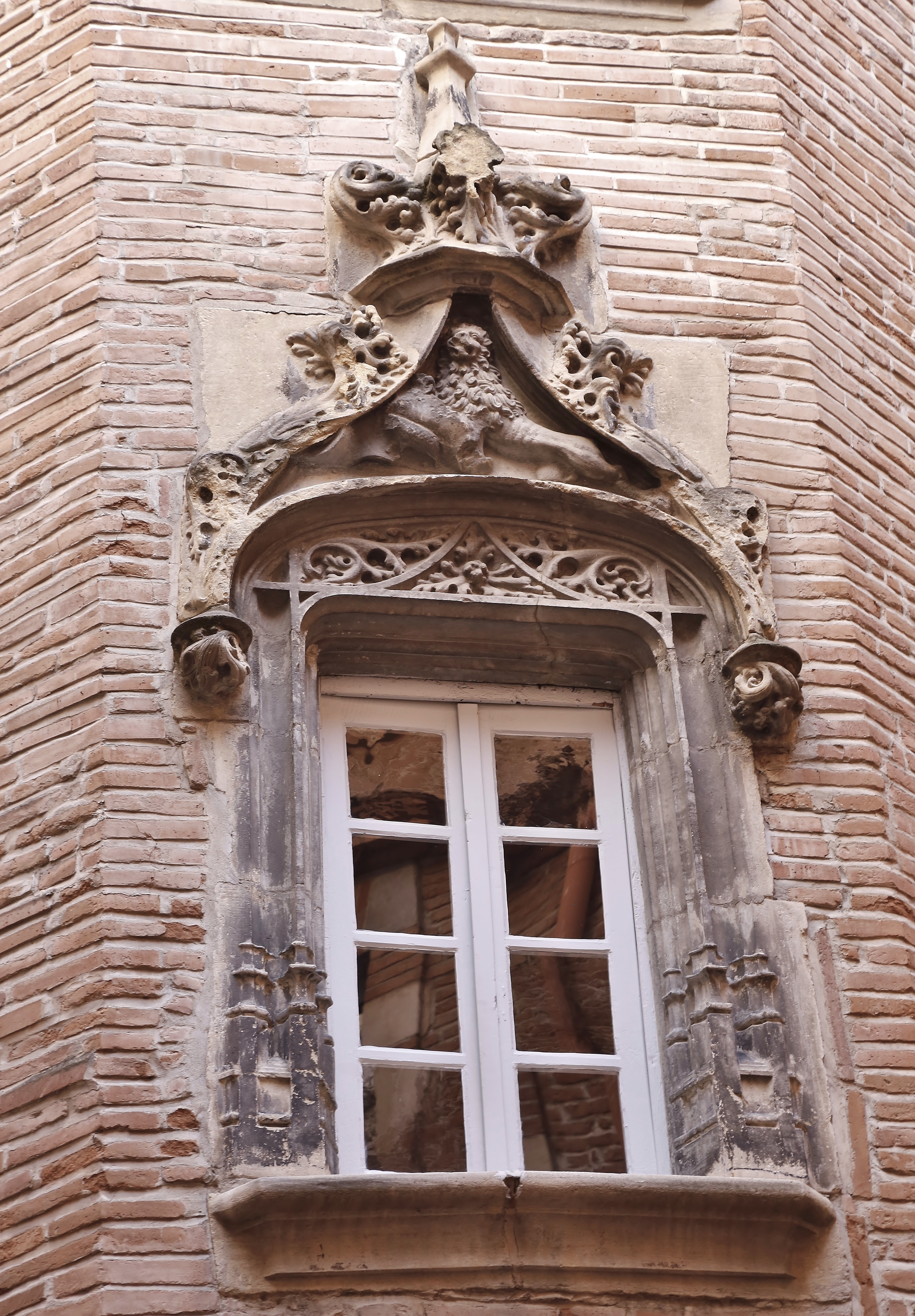
Deuxième fenêtre de la tour.
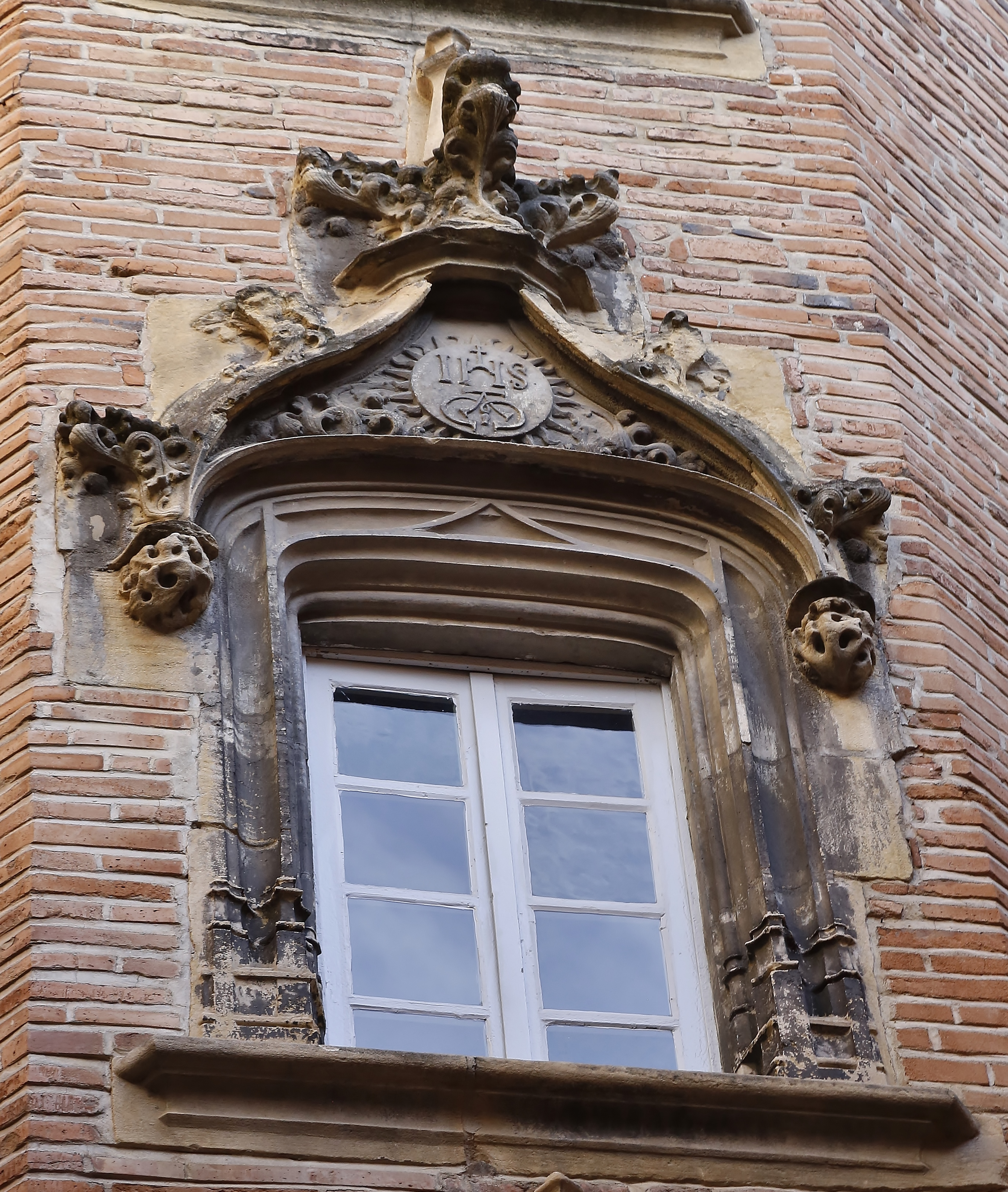
Troisième fenêtre de la tour.
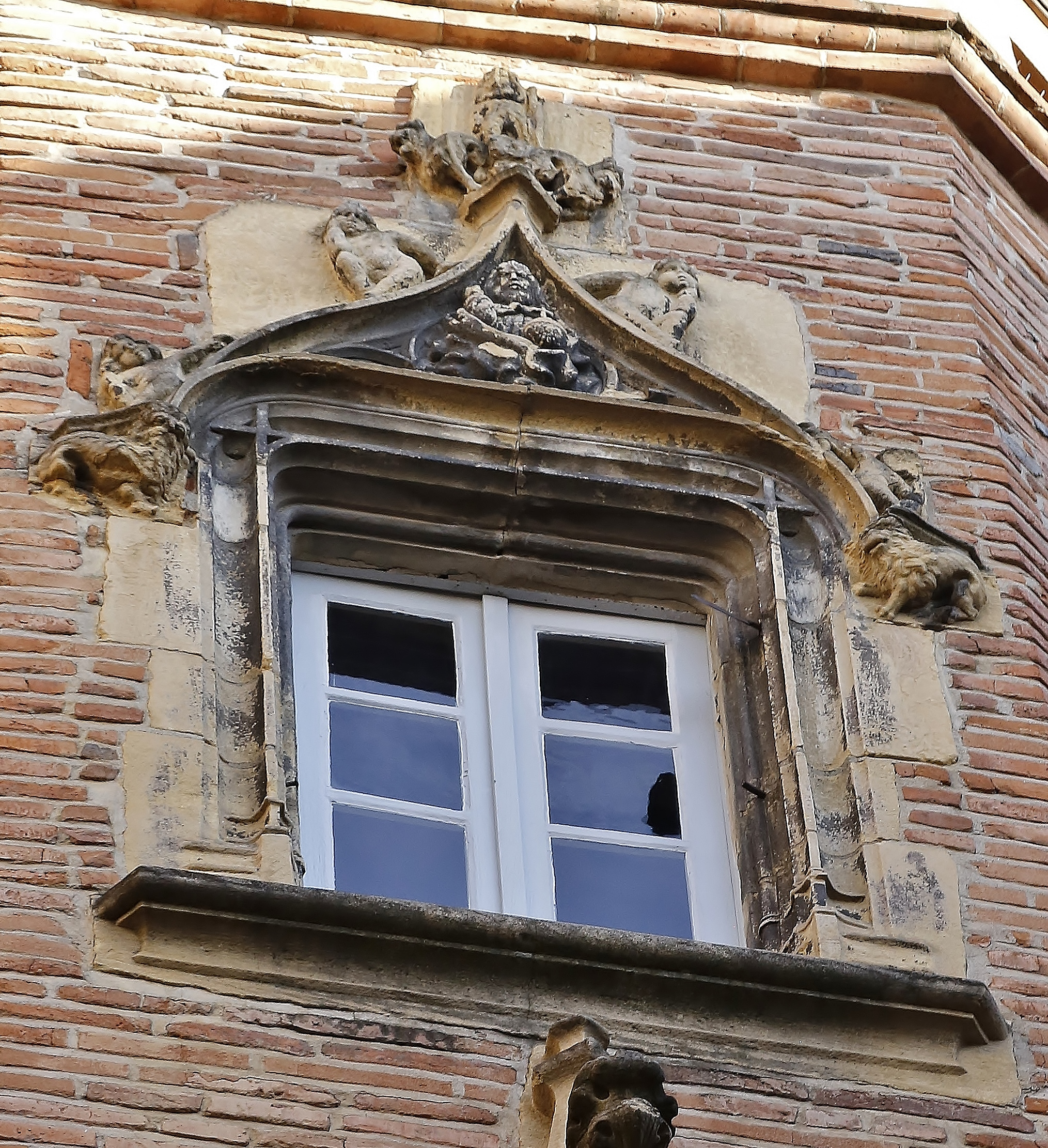
Quatrième fenêtre de la tour.

### Intérieur
Le corps de bâtiment sur la rue Croix-Baragnon s'élève au-dessus d'une cave médiévale datée du XIIIe siècle, voûtée d'ogives. Au rez-de-chaussée, une salle conserve deux croisées d'ogives séparées par un arc doubleau. Les nervures sont reçues par des culots de pierre sculptés de monstres et de visages grotesques, peut-être du XVIe siècle. On retrouve d'ailleurs le blason de Bérenguier Bonnefoy sur une clef de voûte au fond de la salle. Au 1er étage, une poutre se remarque par des motifs datant de l’époque romane.